# Moderator (internet)
Moderator – osoba oceniająca komentarze oraz inne treści wprowadzane na stronie WWW, kanale IRC, liście dyskusyjnej, serwisie społecznościowym lub na forum, zazwyczaj posiadająca dostęp do narzędzi technicznych, zarządzania treścią oraz kontami uczestników na poziomie wyższym niż zwykli uczestnicy (jak np. edytowanie lub trwałe usuwanie komentarzy/postów, blokowanie kont). Celem moderacji jest zapobieganie trollowaniu, nadużyciu systemu komentarzy, zapewnieniu, że wpisy nie będą powodować kłótni i rozstrzyganie sporów między użytkownikami. Moderatorzy dbają o przestrzeganie zasad netykiety, a czasami również o czystość języka polskiego używanego w dyskusji poprzez zwracanie uwagi lub poprawianie błędów ortograficznych. Moderowanie może być wykonywane w trybie prewencyjnym – publikacja treści zależy wtedy od moderatora.

## Moderator a administrator
Ogólnie pojęta administracja różnych internetowych kanałów jest wykonywana przez administratorów zajmujących się stroną techniczną oraz moderatorów, ale zazwyczaj są to różne osoby, jednak administrator czasami pomoże moderatorowi. Moderator ma przeważnie dużo mniejsze uprawnienia. Na większości forów administratorzy mogą nadać i zabrać uprawnienia moderatora dowolnemu użytkownikowi (na niektórych forach może to robić tylko właściciel forum). Czasem wprowadza się hierarchię moderatorów, np. na moderator działu ogólne, moderator działu inne, itd... (moderatorzy lokalni, uprawnienia im pozwalają na moderowanie tylko tych działów), moderator globalny (całe forum, często może też banować). Niekiedy jest też supermoderator, który ma dostęp do niektórych funkcji panelu administratora jak zarządzanie działami.